# Pierre Margaron
Pierre Margaron (1. května 1765 Lyon, Francie – 16. prosince 1824 Paříž) byl francouzský velitel jezdectva v období revolučních a napoleonských válek. V roce 1792 vstoupil do armády a postupně stoupal v hodnostech až k velení pluku těžkého jezdectva roku 1798. Účastnil se italského tažení včetně bitvy u Marenga (1800). Za konzulátu povýšil na brigádního generála a pod velením maršála Soulta vedl brigádu lehkého jezdectva v bitvě u Slavkova (1805) i u Jeny (1806). V roce 1807 přešel k invazní Portugalské armádě pod velením generála Junota a vyznamenal se zejména u Évory a Vimeira (1808). V roce 1809 se stal baronem císařství a v roce 1813 se již jako divizní generál zúčastnil bitvy u Lipska. Svou kariéru ukončil jako generální inspektor četnictva.

## Život

### Za revoluce a konzulátu
Margaron se narodil 4. května 1765 v Lyonu (departement Rhôna) ve středovýchodní Francii. Jako sedmadvacetiletý 15. srpna 1792 vstoupil do francouzské armády, když se stal dočasným kapitánem jedné ze svobodných rot Ardenské legie. Již 10. prosince téhož roku byl jmenován druhým podplukovníkem 1. mysliveckého praporu této legie, 10. dubna 1793 prvním podplukovníkem a o čtyři dny později (14. dubna 1793) také dočasným velitelem brigády (chef de brigade), čímž formálně převzal velení. V červenci téhož roku byl však suspendován. Následovalo vypjaté období jakobínského teroru v revoluční Francii.
Dne 13. června 1795 se Margaron stal generálním adjutantem šéfem brigády a byl poslán k Severní armádě (Armée du Nord). V roce 1796 sloužil u armády Sambry a Mázy (Armée de Sambre-et-Meuse) a poté přešel k Italské armádě (Armée d’Italie), kde 23. prosince 1798 převzal velení 1. jízdního pluku (pozdějšího 1. kyrysnického). Jeho pluk byl nasazen v bitvě na Trebii 17.–20. června 1799, kde byl se svými 263 muži součástí Montrichardovy divize, jejíž útok nepřítel odrazil. V bitvě u Novi 15. srpna 1799 byl Margaronův pluk na levém francouzském křídle součástí Richepanseho jezdecké rezervy a podnikl dva protiútoky proti Rakušanům tvořícím pravé křídlo nepřátelské sestavy. A 4. listopadu 1799 následovala bitva u Genoly/Fossana. V obou posledně jmenovaných bitvách byl Margaron zraněn – u Novi jej trefila kulka, u Genoly si zlomil pravou nohu.
Následujícího roku vedl Margaron svůj 1. jízdní pluk o síle 123 mužů v sestavě Kellermannovy brigády v bitvě u Marenga 14. června 1800. Dále se pluk účastnil bitvy u Pozzola/Mozambana 25.–26. prosince 1800 a v roce 1801 bojů u San-Massiana a Verony.
Dne 29. srpna 1803 byl Margaron povýšen na brigádního generála a poslán do jezdeckého tábora Saint-Omer, aby zde velel brigádě lehkého jezdectva (pluk po něm převzal Marie-Adrien-François Guiton). Dne 11. prosince 1803 byl vyznamenán Čestnou legií a 14. června 1804 se stal komandérem Čestné legie.

### Generál císařství

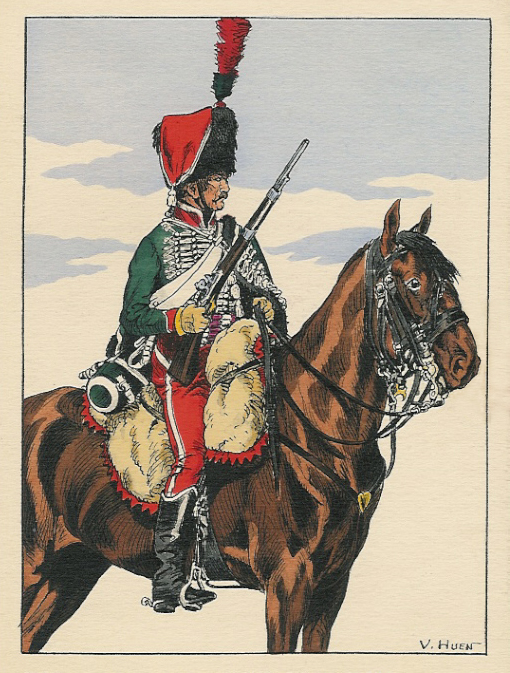
Husar 8. pluku, který byl součástí Margaronovy brigády v tažení roku 1805

Tábor v Saint-Omer byl zamýšlen jako jedno z armádních shromaždišť pro invazi do Anglie. V září 1805 v propuknuvší válce třetí koalice byl však Margaron se svojí brigádou přidělen ke 4. sboru Velké armády (Grande Armée) a vyrazil napříč Francií do Bavorska a dále údolím Dunaje až na Moravu. Čtvrtému sboru velel maršál Soult a Margaronova brigáda lehkého jezdectva zahrnovala 8. husarský pluk a 11. a 26. pluk jízdních myslivců (chasseurs à cheval) spolu s jednou rotou jízdního dělostřelectva, souhrnně asi 1600 mužů a 12 děl. V okolí Brna s ní koncem listopadu zajišťoval pravé křídlo Napoleonovy armády v oblasti mezi Slavkovem a Bučovicemi, načež se stáhl za Zlatý potok. V rozhodující bitvě u Slavkova 2. prosince 1805 se zbývajícími více než 900 vojáky tvořil zálohu Legrandovy pěchotní divize a spolu s ní bránil vesnice Sokolnice a Telnice. Zásluhu měl zejména na zastavení postupu rusko-rakouské třetí kolony generálporučíka Przybyszewského severně od Sokolnic a jejím zatlačení do zámecké obory (bažantnice). V bitvě byl zraněn dvěma střelnými ranami a vrátil se do Francie. Velení nad lehkým jezdectvem Soultova sboru po něm 1. ledna 1806 převzal generál Milhaud.
Dne 11. dubna 1806 byl Margaron postaven do pohotovosti a 28. července téhož roku povolán do služby. Měl se připojit k velitelství Velké armády v Německu. Krátce před pruským tažením se ujal vedení své brigády. S ní poté bojoval v bitvě u Jeny 14. října 1806, kde byl opět součástí sestavy Soultova 4. sboru a jeho brigáda lehkého jezdectva zahrnovala 8. husarský a 22. jízdní myslivecký pluk. Dále bojoval s ustupujícími Prusy v bitvě u Waren-Nossentinu 1. listopadu 1806 a v bitvě u Lübecku 6.–7. listopadu 1806. Následně převzal velení nad 1. brigádou 4. dragounské divize generála Sahuca, kterou vedl v bojích u Biezuně 23. prosince a poté u Mohrungen (Morąg) 25. ledna 1807.

### Portugalsko

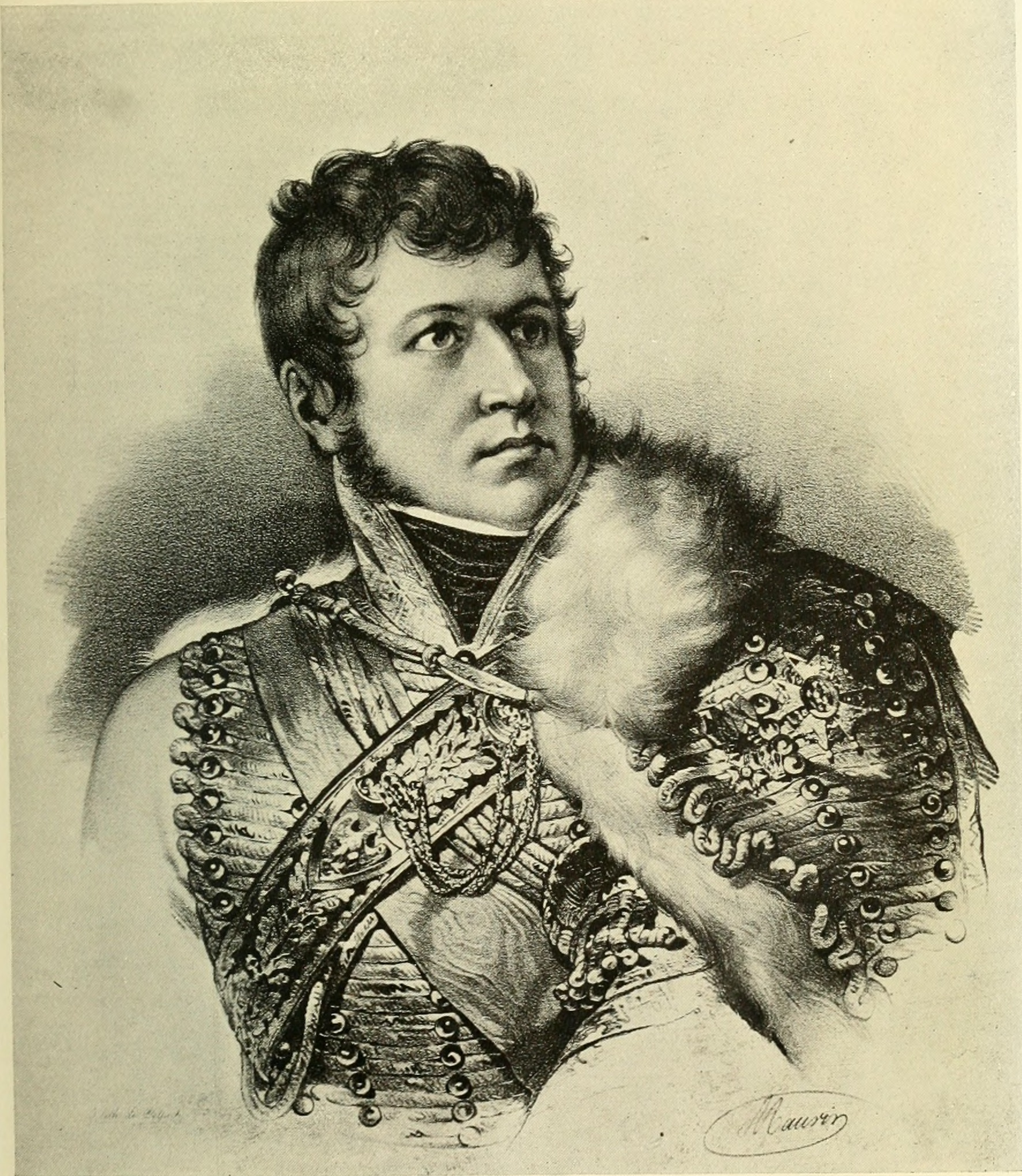
Generál Junot, pod jehož velením Margaron podnikl invazi do Portugalska

V roce 1807 Margaron Velkou armádu opustil a vydal se k 1. pozorovatelskému sboru generála Jean-Andoche Junota v Gironde na jihozápadním pobřeží Francie, součásti pozdější invazní Portugalské armády. Margaron byl zařazen spolu s druhým brigádním generálem Maurinem do sestavy Kellermannovy jízdní divize, která zahrnovala 26. jízdní myslivecký a šest dragounských pluků (1., 3., 4., 5., 9. a 15.) o celkové síle 1 754 vojáků. Dne 18. října 1807 Junotova vojska se svolením Španělska překročila pyrenejskou hraniční řeku Bidasoa a 12. listopadu již stála u města Salamanca připravena k invazi do Portugalska.
Junot dosáhl portugalské metropole rychlým pochodem takřka bez boje, 30. listopadu vstoupili do Lisabonu první francouzští vojáci. Kellermannovo jezdectvo však krátce po zahájení invaze utrpělo selháním zásobování a na cestě nehostinným krajem v údolí řeky Tajo polovina koní uhynula chladem. Po obsazení země byly stavy doplněny konfiskací místních koní. Brzy nato Napoleon zinscenoval politický a vojenský převrat v sousedním Španělsku a místo krále Karla IV. i korunního prince Ferdinanda VII. dosadil svého bratra Josefa, v květnu 1808 však vypuklo v Madridu povstání proti francouzské nadvládě, následované vleklou válkou proti místním vzbouřencům podporovaným Angličany. Junotova armáda náhle přišla o logistické spojení s Francií skrze sousední španělské království a také v Portugalsku došlo k revoltě.

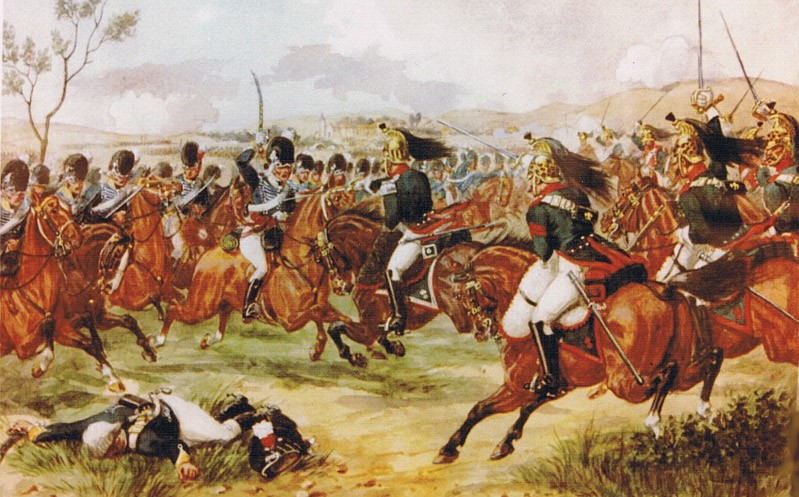
Střet francouzských a britských dragounů v bitvě u Vimeira na obraze Richarda Simkina.

Dne 3. července 1808 vyslal Junot Margarona s oddílem 3 000 mužů, který snadno přemohl rebely ve městech Tomar a Leiria. Následně 25. července v asi sedmitisícovém sboru generála Loisona bojoval Margaron v bitvě u Évory a podílel se na následném obléhání a obsazení samotného města Évora. Na začátku srpna však v ústí řeky Mondego přistála britská expedice o síle asi 13 000 mužů vedená Arthurem Wellesleyem, kterou doplnily další místní jednotky a 21. srpna došlo k rozhodující bitvě u Vimeira. Margaron vedl divizi jezdectva o celkovém počtu asi 2 250 mužů, složenou z dočasně sestavených pluků: 1. pluku jízdních myslivců a 3., 4. a 5. pluku dragounů s podporou eskadrony dobrovolníků.
Po prohrané bitvě Junot nabídl Britům vyklizení Portugalska výměnou za bezpečný návrat svých vojsk i s výzbrojí do Francie. K listopadu 1808 byla jeho vojska vedena jako 8. sbor Španělské armády (Armée d'Espagne) a v prosinci 1808 byl i tento sbor rozpuštěn. Jezdectvo neměl, neboť vojáci z provizorně sestavených jednotek byli navráceni ke svým plukům.

### Období let 1809–1814

Znak Pierra Margarona, barona císařství

Margaron byl po návratu do domoviny pověřen velením jezdeckého depotu v departementech Deux-Sèvres a Charente-Inférieure ve středozápadní Francii. Dne 29. ledna 1809 byl jmenován baronem císařství. V témže měsíci byl povolán zpět do Španělska a přidělen ke 2. sboru. Ještě před koncem roku 1809 se ovšem vrátil na dovolenku zpět do Francie. Mezi 6. zářím 1810 a 22. červencem 1812 pak zastával úřad vojenského velitele departementu Haute-Loire.
Během ruského tažení roku 1812 vykonával Margaron v armádě štábní funkci. V roce 1813 byl vyslán k Velké armádě do Saska a 16. srpna téhož roku povýšen do hodnosti divizního generála. Dne 20. září 1813 se stal guvernérem Lipska. V „bitvě národů“ u Lipska 16.–19. října 1813 pak velel francouzské posádce města o síle 4 820 mužů, kterou tvořily dvě brigády podporované dvěma francouzskými jízdními dělostřeleckými bateriemi o celkovém počtu 12 děl a polobaterií o síle 4 děl. Jeho velení podléhala francouzská brigáda, kterou tvořilo po jednom praporu z 96., 103. a 132. pěšího řadového pluku a jeden sloučený prapor z 35. a 36. lehkého pěšího pluku, a dále brigáda Bádenského velkovévodství, kterou představoval jeden prapor 2. pěšího řadového pluku a prapor lehké pěchoty Lingg. Tyto jednotky byly ke konci bitvy takřka úplně zničeny.

### Závěr kariéry

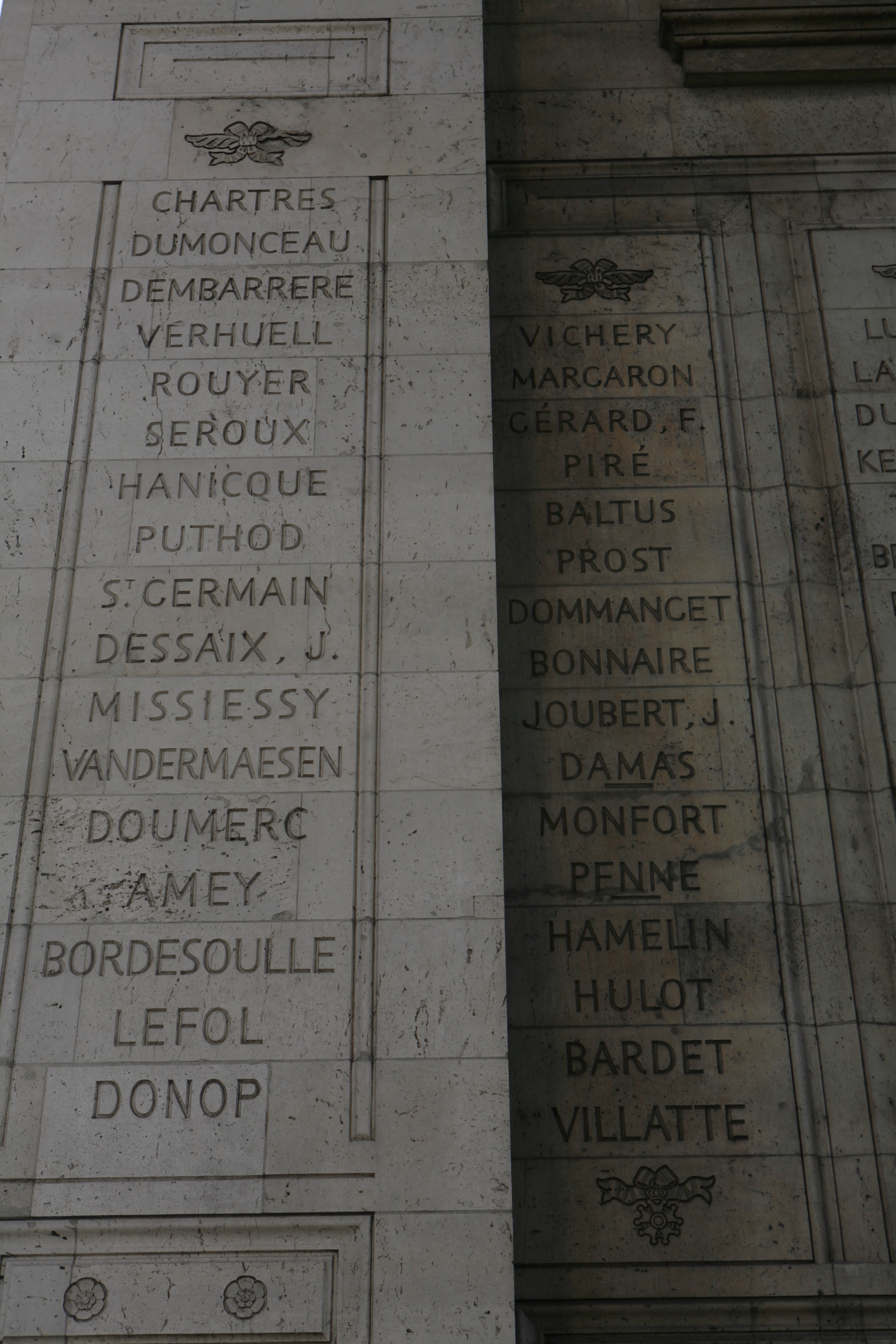
Margaron na Vítězném oblouku (vpravo nahoře)

Po restauraci Bourbonů v roce 1814 obdržel Margaron Řád svatého Ludvíka a 18. července 1814 se stal generálním inspektorem četnictva. Po návratu Napoleona z exilu během jeho Sta dní byl Margaron 29. května 1815 jmenován generálním inspektorem jezdeckých depotů 12. a 13. vojenské divize.
Po Napoleonově druhé abdikaci a opětném obnovení vlády Bourbonů byl 22. října 1815 postaven mimo službu. Později mu byl umožněn návrat a 14. srpna 1816 byl znovu jmenován generálním inspektorem četnictva. Dne 3. července 1821 byl definitivně propuštěn ze služeb.
Zemřel ve věku 59 let v Paříži 16. prosince 1824 a byl pohřben na hřbitově Père-Lachaise. Jeho jméno bylo vyryto v seznamu vojenských hrdinů na severní straně Vítězného oblouku.